# Myriophyllum indicum
Myriophyllum indicum är en slingeväxtart som beskrevs av Carl Ludwig von Willdenow. Myriophyllum indicum ingår i släktet slingor, och familjen slingeväxter. Inga underarter finns listade i Catalogue of Life.